# Torre Campatelli
La Torre Campatelli è una delle quattordici torri superstiti di San Gimignano. Si trova in via San Giovanni, quasi di fronte alla Torre dei Cugnanesi.
La torre, alta 28 m, fu eretta nel XII secolo a ridosso della casa e fu di proprietà della famiglia di imprenditori Campatelli. Dal 2009, dopo un lungo restauro, fa parte del patrimonio del Fondo Ambiente Italiano ed è aperta al pubblico.